# Magic Touch/Beating Hearts
「Magic Touch／Beating Hearts」（マジック タッチ／ビーティング ハーツ）は、King & Princeの両A面シングル。同グループ7枚目のシングルとして2021年5月19日にユニバーサルミュージックからリリースされた。

## 概要
「ダンス」をテーマにしたKing & Prince初の両A面シングル。
2021年3月9日に「Welcome Tiaras」のメッセージと共に、カウントダウンを始める特設サイトを公開。日を追うごとに特設サイト内で流れるBGMの音が増えていき、3月12日でカウントダウンが終了。本作の発売を発表し、ティザー動画も公開された。
3月19日、両A面シングルとして、自身が出演するUHA味覚糖「ぷっちょ」のCMソング「Beating Hearts」をリリースすることを発表。もう1曲は後日発表とされていたが、4月18日にその曲のタイトルが「Magic Touch」であることがアナウンスされた。
「Beating Hearts」は60台以上のカメラが360度メンバーを取り囲んで一斉に撮影する最先端のボリュメトリックキャプチャ技術を使用したダンサブルでファンキーなナンバー、「Magic Touch」は振付をHip Hopの世界大会で優勝経験を持つメルビン・ティムティムが担当した全編英語詞のクールなヒップホップナンバーであり、MVも2曲共ダンスを全面にフィーチャーした内容になっている。
CDデビュー3周年にあたる2021年5月23日にKing & PrinceのYouTube公式チャンネルが開設され、29日正午より「Beating Hearts」YouTube Editが、30日正午より「Magic Touch」YouTube Editが、同日18時に「Magic Touch-Dance ver.-」のYouTube Editが公開された。

## リリース
初回盤A、Bと通常盤の全3形態で発売。初回盤のみDVD付属。

### 特典
先着外付け特典
- 初回盤A - ステッカー（A6サイズ）
- 初回盤B - クリアポスター（A4サイズ）
- 通常盤 - ミニフォトブック（12P/CDジャケットサイズ）

初回プレス分封入特典（全形態共通）
- 期間限定オリジナル動画視聴用シリアルコード
  - 「Magic Touch」MV Making（視聴期間：2021年5月18日13:00 - 5月28日12:59まで）

## 収録曲

### CD

#### 初回限定盤A・通常盤
※『雨音』以降は通常版のみ。
1. Magic Touch [4:13]
作詞：EMI K.Lynn、作曲：P3AK・Adrian McKinnon、編曲：P3AK
2. Beating Hearts [4:11]
作詞：RUCCA、作曲：Susumu Kawaguchi・Adrian McKinnon、編曲：Susumu Kawaguchi・田渕夏海
  - King & Prince出演 UHA味覚糖「ぷっちょ」CMソング
3. 雨音 [4:53]
作詞：Komei Kobayashi、作曲：Shusui・Susumu Kawaguchi、編曲：船山基紀・松下誠（コーラスアレンジ）
4. Seasons of Love [4:52]
作詞：MUTEKI DEAD SNAKE、作曲：MUTEKI DEAD SNAKE・児山啓介、編曲：生田真心

#### 初回限定盤B
1. Beating Hearts
2. Magic Touch

### DVD

#### 初回盤A
1. 「Magic Touch」Music Video
2. 「Magic Touch」Music Video -Dance ver.-

#### 初回盤B
1. 「Beating Hearts」Music Video
2. 「Beating Hearts」Music Video Making

## チャート成績
初週46.6万枚を売り上げ、5月31日付けのオリコン週間シングルランキングで初登場1位を記録。デビューシングルからの初週30万枚超えも7作連続となり、KAT-TUNの『DON'T U EVER STOP』以来、13年ぶり、史上3組目の達成となった。
2021年4月30日から5月6日までのYouTubeチャートにて、「Magic Touch」が週間総視聴回数241.0万回で、週間の視聴回数としては自身最高を記録した。